# Şerafettin Yıldız
Şerafettin Yıldız (Sürmene, 1953) escritor y traductor austríaco de ascendencia turca. Desde 1978 trabaja y vive en Austria.
Escribe literatura infantil y juvenil sobre todo y ha publicado también poesía en alemán y turco. 

## Obra
- Herzfinsternis. Gedichte. Baden: Grasl 1998
- Der himmelblaue Gruß. Die Geschichte von Murat, einem türkischen Jungen, der nicht in seiner Heimat aufwächst. 1. Aufl. Wien: Neuer Breitschopf-Verl. 1995
- Meine rotzige Hoffnung = Sümüklü umudum. Wien: Verl. Der Apfel 1989
- "Schulberatungsstelle für MigrantInnen (SBM). Eine unverzichtbare Adresse in der Wiener Bildungslandschaft". In: Sertl, Michael (Red.): Integration? Migration, Rassismus, Zweisprachigkeit. Innsbruck ; Wien: Studienverlag, S. 114 - 118 (= Schulheft 114), 1991
- "Auf der Flucht, Fremdsein, Die Rückkehr des Wanderherzen". In: Grazer Autorenversammlung: Sichten und Vernichten. Von der Kontinuität der Gewalt. Wien: Verl. für Gesellschaftskritik 1994